# 8-cm PAW 600
Le 8-cm Panzerabwehrwerfer 600 (« lanceur antichar de 600 kg ») est un canon antichar allemand utilisé en faible nombre à la fin de la Seconde Guerre mondiale. Il sera renommé officiellement, d'après les nouvelles nomenclatures de la Wehrmacht, en Panzerwurfkanone 8H63. Diverses sources lui donnent le surnom d'Elfenbein (défense d'éléphant).

## Conception
Conçu par la firme Rheinmetall-Borsig en 1943, le PAW doit répondre à un double constat de l'Armée allemande au milieu du conflit.
D'une part, les vastes champs de bataille (désert africain, plaines russes) ont laissé place à des compartiments de combat plus restreint, qui ne nécessitent plus une longue portée de canons antichars « lourds » (Pak 40, Pak 43) se retrouvant souvent en situation d'être détruits ou sabotés pour éviter la capture, faute d'une mobilité suffisante. Apparait aussi des armes individuelles antichars puissantes (Panzerfaust, Panzerschreck) mais de portée limitée. Entre les deux systèmes d'armes est conçu en premier lieu le canon lance-roquettes Raketenwerfer 43 léger et mobile, efficace aux distances usuelles de tir antichar (500 à 800 mètres). Il n'a toutefois aucune possibilité d'appui-feu d'infanterie.
D'autre part, l'incapacité de la production industrielle, mise à mal de plus par les bombardements alliés, à fournir un nombre suffisant d'armes trop disparates conduit à une rationalisation de l'armement. Cela est visible par exemple dans la nouvelle gamme d'engins blindés entwicklungsserie ou dans la transformation du canon antichar standard Pak 40 en Feldkanone 7M59, à même d'assurer le rôle de pièce de campagne.
Le 8-cm PAW 600 répond « parfaitement » à ces problématiques. Léger et mobile (sa masse de 600 kg est deux fois moindre que celle du 7,5-cm Pak 40), puissant à moyenne portée (capacité de perforation antichar supérieure au canon sus-mentionné à 700 mètres), il l'est aussi dans le domaine de l'appui-feu d'infanterie (en particulier en comparaison avec le canon léger leIG 18) et utilise une munition largement produite et à bas coût (voir plus bas).
Le principal inconvénient de l'arme est sa portée trop courte, qui oblige les grandes unités, si elles veulent assurer une polyvalence dans leurs réponses tactiques, à maintenir des canons à longue portée, éventuellement au sein du bataillon antichar (panzerjæger abteilung) divisionnaire.

### Caractéristiques techniques
La principale caractéristique du canon est l'utilisation originale du principe innovant de « haute et basse pressions » (Hoch-Niederdrucksystem, ou H/L principle en anglais) : dans ce système, les gaz à haute pression générés par  la combustion de la charge propulsive sont confinés à la chambre de la culasse, et n'agissent pas directement sur le projectile. La pression, basse, propulse progressivement l'obus dans le tube lisse, à une vitesse contrôlée et graduelle qui augmente jusqu'à obtenir à la bouche une vitesse initiale avoisinant celles des bouches à feu classiques. Cette technique permet d'alléger le poids de tube, et ainsi de l'affût, facilitant le transport et la mise en batterie. Le canon se contente donc en un premier temps d'un châssis léger inspiré de celui du PaK 35/36 renforcé, puis du 5-cm Pak 38 pour la production.
L'autre avantage de la pièce est d'ordre économique : elle utilise en effet une munition déjà existante et disponible en relative quantité, l'obus de 8 cm du mortier d'infanterie Granatwerfer 34 (calibre réel de 81,4 mm). L'obus antichar, à charge creuse, en est une extrapolation, qui ne nécessite pas non plus une trop forte demande industrielle. L'étui quant à lui est dérivé de celui produit pour la munition de l'obusier de 10,5-cm leFH 18. Le frein de bouche est celui du Pak 40.
Les obus explosifs se montrent d'une puissance légèrement supérieure à celles des obus de 75 mm, dont l'obusier standard d'infanterie et les antichars de ce calibre. La portée (6200 m) est également supérieure  à celle du 7,5-cm leIG 18 et du mortier de 81 mm. La munition antichar W.Gr.Hl 4462 (holladunggranate à charge creuse) de 2,7 kg parvient à percer 140 mm de blindage incliné à 30°, une valeur suffisante pour espérer vaincre les chars lourds ennemis tels l'IS-2 soviétique. Cette valeur est supérieure à celle de tous les canons allemands disponibles, en dehors des 88 mm L/71 et 128 mm L/55 qui demeurent « rares » sur le champ de bataille. Les obus HEAT ne nécessitent pas une forte vitesse initiale (au contraire même des munitions AP à énergie cinétique), et leur capacité de pénétration ne décroit pas avec la distance. Ils perdent toutefois de leur efficacité au delà de 700 mètres de portée pratique où la précision devient de plus en plus aléatoire.

## Utilisation
La construction de 100 exemplaires de présérie et 15 000 munitions débute en octobre 1944. L'essentiel des 260 PWK 8H63 construits jusqu'à la fin du conflit le furent par la firme Wolf-Magdeburg, à partir de janvier 1945. 34 800 obus furent fabriqués, très loin des prévisions de mille canons et quatre millions d'obus antichars mensuels.
Plusieurs dizaines d'exemplaires furent néanmoins distribués aux troupes, essentiellement à la 18.Panzergrenadier Division qui reçut 105 pièces. Les rapports de l'unité, en province de Prusse-Orientale en mars 1945, semblent mentionner que l'arme fut efficace, même face aux chars lourds soviétiques. Le faible nombre engagé n'a bien entendu aucunement influencé l'issue des combats.
L'arme était destinée à remplacer les canons de soutien d'infanterie et les canons antichars au sein de la compagnie (lourde) de soutien des bataillons d'infanterie. 12 pièces et 104 artilleurs devaient y être affectés, à la place de plus de 300 servants des pièces remplacées.

## Développement
La firme Krupp étudie elle aussi un modèle de canon à haute/basse pression, d'un calibre de 105 mm, utilisant un obus dérivé de celui du mortier Nebelwerfer 35. Son prototype de 1 035 kg, nommé PAW 1000 ou 10-cm PWK 10H64, aurait projeté un obus antichar de 6,6 kg à 1 000 mètres, capable de perforer 200 mm de blindage incliné à 30°. Il devait être supporté pareillement par un affût de 5-cm Pak 38.

### Armement du chasseur de char «Rutscher»
Léger et efficace, le PWK 8H63 aurait facilement équipé divers véhicules légers si la guerre s'était poursuivie, tels des SdKfz 251. Il fut l'armement standard prévu pour le dernier projet de chasseur de char léger, le Panzerkleinzerstörer « Rutscher », parfois associé (ce qui reste sujet à controverse) à un hypothétique E-5 des entwicklungsserie.
Le projet voit le jour le 23 janvier 1945 à l'initiative du général Wolfgang Thomale, et est semble-t-il rattaché à la E-Serie. Il s'agit de créer un blindé très léger (5 tonnes), petit et rapide, à forte capacité antichar. Le Waffenprüfamt 6 en confie le développement à plusieurs firmes dont BMW qui reprend son projet de Panzerkleinzerstörer armé d'un Pak 39, datant de la fin 1943. Les nouveaux plans prévoient de monter un, voire deux tubes conjoints du PWK 8H63. BMW et Daimler-Benz achèvent une maquette en bois mais un rapport du 19 mars 1945 de Heinz Guderian s'inquiète du délai de finalisation de ce Rutscher (littéralement « le glisseur ») estimé à un an ou deux. Le projet est avorté en avril,.
Dans l'esprit national-socialiste de fin de guerre qui envisageait par ailleurs de faire piloter des jets He 162 par des Jeunesses hitlériennes, ce « petit destructeur blindé » à forte puissance de feu devait pouvoir être utilisé par n'importe quel Landser, après une formation sommaire.
Dans l'Après-guerre, le concept « haute et basse pressions »  ne sera pas repris, en raison de l'accroissement des canons sans recul, roquettes et autres missiles. De même, les chasseurs de char légers ne suivent pas la voie du Rutscher, nonobstant le CATI 90 belge (Canon Anti Tank d'Infanterie). Chasseur de char très léger (4,8 tonnes) sur châssis Loyd Carrier, il porte un canon à basse pression proche du système du 8H63, le MECAR de 90 mm,.